# Wolfgang Schröfel

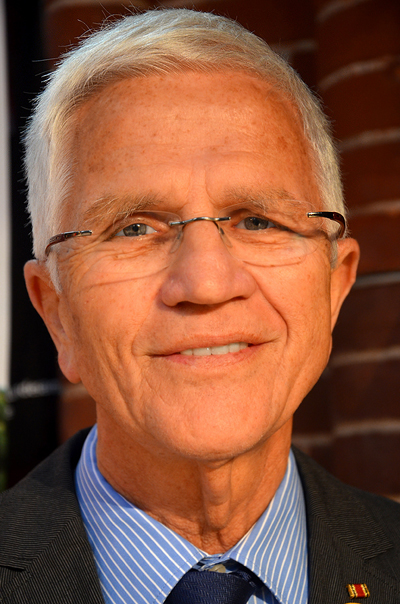
Wolfgang Schröfel 2015 beim Auftaktkonzert der Chortage Hannover im Internationales Kinder- und Jugendchorzentrum Christuskirche

Wolfgang Schröfel (geboren 2. Februar 1947; gestorben 27. Juli 2022) war ein deutscher Festival-Intendant, Verbandsfunktionär und mehrfach ausgezeichneter Förderer des Chorgesangs.

## Leben
Seit 1972 engagierte sich Schröfel im Deutschen Allgemeinen Sängerbund (DAS) für die deutsche Chorszene. Von 1988 bis 2016 leitete er als Präsident den Niedersächsischen Chorverband. Er war Gründungsintendant des Festivals Chortage Hannover, das seit 2009 vom Niedersächsischen Chorverband in Kooperation mit dem Kulturbüro der Stadt Hannover zu Lebzeiten Schröfels zwölf Mal veranstaltet wurde.
Als DAS-Präsident wirkte Schröfel maßgeblich mit an der 2005 erfolgten Fusion des DAS und des Deutschen Sängerbunds zum Deutschen Chorverband (DCV) und förderte eine starke, zukunftsorientierte Interessenvertretung für die bundesweite Chorbewegung.
Darüber hinaus setzte er sich für eine starke Interessenvertretung für Chorleiterinnen und
Chorleiter innerhalb des Deutschen Chorverbands ein. Schröfel konnte durch sein Verhandlungsgeschick maßgeblich
dazu beitragen, „die Interessen aller Beteiligten zusammenzuführen und die Profilierung zum Mitgliedsverband „Chor- und Ensembleleitung Deutschland“ innerhalb des DCV voranzubringen“.
Im Präsidium des Deutschen Chorverbands engagierte er sich zudem für eine Neuausrichtung und Weiterentwicklung des Verbands. Dabei verfolgte er das Ziel, alte Ideologien und Vorurteile zu überwinden und Gesang wieder zu einer „Lieblingsbeschäftigung der Deutschen“ werden zu lassen: „Ein Volk, das nicht mehr singt, ist wie ein stummer Vogel: ein trauriger Anblick,“ sagte Schröfel einmal.
Auf Schröfels Initiative hin wurde „der Branchentreff der Vokalmusikszene“, die chor.com, seit 2019 in der UNESCO City of Music, der niedersächsischen Landeshauptstadt Hannover ausgerichtet.
Der Hochgeehrte starb nach schwerer Krankheit im Alter von 75 Jahren.

## Ehrungen
- 2005: Verdienstkreuz am Bande des Verdienstordens der Bundesrepublik[1]
- 2017: Verdienstkreuz 1. Klasse des Verdienstordens der Bundesrepublik Deutschland[1]
- 2018: Ernennung zum Ehrenmitglied durch die Mitgliederversammlung des Deutschen Chorverbands[1]
- 22. Juni 2022: Im Rahmen der Feierlichkeiten zum 75-jährigen Bestehen des Niedersächsischen Chorverbands verlieh das Präsidium des Deutschen Chorverbands Schröfel für seine herausragenden Dienste für den DCV und den Chorgesang in der Gesellschaft die Auszeichnung als „Botschafter des Chorgesangs“.[1]

## Schriften
- Wolfgang Schröfel (Red.): Handbuch Chormanagement, Loseblattsammlung, Hrsg.: Deutscher Chorverband, Berlin: DCV Verlags- und Projektgesellschaft, 2005–2012